# Bigyra
Embranchement
Sous-embranchements de rang inférieur
- Bicosoecia
- Opalozoa
- Sagenista

Synonymes
Labyrinthulata
Les Bigyra sont un embranchement d'organismes eucaryotes hétérocontes, appartenant au règne des chromistes.
Cet embranchement d'eucaryotes microscopiques qui se situe à la base du clade Stramenopiles, comprend trois groupes hétérotrophes bien connus, Bicosoecida, Opalinata et Labyrinthulomycetes, ainsi que plusieurs petits clades initialement découverts grâce à des échantillons d'ADN environnemental : Nanomonadea, Placididea, Opalomonadea et Eogyrea. La classification des Bigyra a changé plusieurs fois depuis son origine, et sa monophylie reste non résolue.

## Étymologie
Le nom Bigyra est composé du préfixe bi-, deux, et du grec γῦρος / gýros, « cercle, tournoyer ».

## Liste des classes
Selon AlgaeBase (7 septembre 2022) :
- Bikoecea A.R.Loeblich, Jr & A.R.Loeblich, 1993
- Blastocystea
- Labyrinthulea Cavalier-Smith, 1989
- Nanomonadea Cavalier-Smith, 1993
- Opalinea
- Placididea Moriya, Nakayama & Inouye

Selon GBIF (27 novembre 2024) :
- Labyrinthulea : 26 familles

- Anoecaceae
- Aplanochytriaceae
- Bicosoecaceae
- † Blastocystidae
- Borokidae
- Caecitellidae
- Cafeteriaceae
- Cafeteriidae
- Diplophryaceae
- Filidae
- Incisomonadidae
- Labromonadaceae
- Nanidae
- Neradaceae
- Oblongichytriaceae
- Opalinidae
- Paramonadidae
- Placidiaceae
- Placididae
- Platysulcidae
- Proteromonadidae
- Pseudodendromonadaceae
- Pseudophyllomitidae
- Siluaniaceae
- Siluaniidae
- Solenicolidae

## Taxonomie
Selon World Register of Marine Species (7 septembre 2022)
- sous-embranchement des Bicosoecia Cavalier-Smith, 1993
  - classe des Bicoecea Cavalier-Smith, 1993
- sous-embranchement des Opalozoa Cavalier-Smith, 1991
  - super-classe des Nucleohelea Cavalier-Smith, 1993
    - classe des Nucleohelea Cavalier-Smith, 1993

  - super-classe des Opalinata Wenyon, 1926
    - classe des Blastocystea
    - classe des Opalinea
    - classe des Proteromonadea Corliss, 1984
- sous-embranchement des Sagenista Cavalier-Smith, 1995
  - classe des Labyrinthulea Cavalier-Smith, 1989